# Armstrong Whitworth Armadillo
Armstrong Whitworth Armadillo là một loại máy bay tiêm kích hai tầng cánh của Anh, do hãng Armstrong Whitworth chế tạo.

## Tính năng kỹ chiến thuật
Dữ liệu lấy từ War Planes of the First World War:Volume One: Fighters 
Đặc điểm tổng quát
- Kíp lái: 1
- Chiều dài: 18 ft 10 in (5.74 m)
- Sải cánh: 27 ft 9 in (8.46 m)
- Chiều cao: 7 ft 10 in (2.39 m)
- Diện tích cánh: 232 ft2 (21.6 m2)
- Trọng lượng rỗng: 1.250 lb (568 kg)
- Trọng lượng có tải: 1.860 lb (845 kg)
- Động cơ: 1 × Bentley BR2, 230 hp (172 kW)

Hiệu suất bay
- Vận tốc cực đại: 125 mph (201 km/h)
- Thời gian bay: 2 giờ  45 phút
- Trần bay: 24.000 ft (7.300 m)
- Vận tốc lên cao: 1.500 [2] ft/min (7,8 m/s)

Vũ khí trang bị
- 2 × Súng máy Vickers.303 in (7,7 mm)